# Nils Lundh
Nils Johan Lundh (geboren 21. Januar 1921 in Hörnefors, Umeå; gestorben 23. Oktober 2005 in Älvsbyn) war ein schwedischer Skispringer. 

## Werdegang
Nils Lundh nahm an den Olympischen Winterspielen 1948 in St. Moritz teil und belegte den 40. Platz im Einzel von der Großschanze.